# تخم شربتی
تخم شربتی، تخم گیاه ریحان کوهی (با نام علمی Ocimum album L یا Ocimum basilicum L) است که با نامهای بادروج و بادرود نیز شناخته می‌شود.

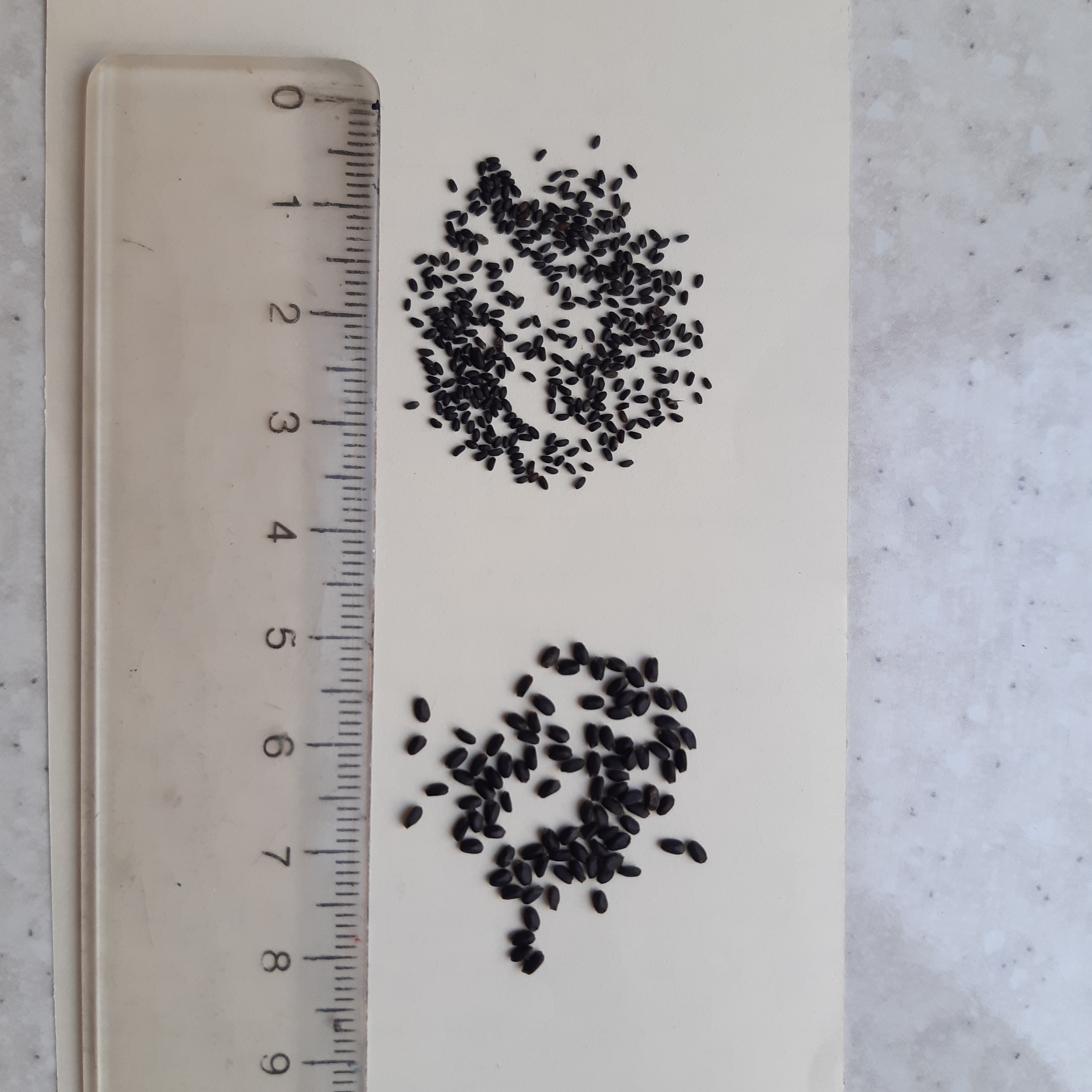
تخم شربتی (بالا) و تخم ریحان (پایین)

این گیاه مانند ریحان است اما برگهای زبرتر و بوی کمتری دارد. همچنین در هوای گرم عطر و طعم خود را تا حد زیادی از دست می‌دهد؛ بنابراین به عنوان سبزی خوردن کاربرد ندارد. بذر این گیاه در درست کردن شربتها استفاده می‌شود و به همین دلیل در زبان عامه تخم شربتی خوانده می‌شود. شربت حاصل، یکی از نوشیدنی‌های سنتی ایران است که بیشتر در فصل گرما و به‌ صورت خنک مصرف می‌شود و از آب، شکر قوام آمده و تخم شربتی درست می‌شود. همچنین می‌توان گلاب، زعفران یا آب لیمو به آن افزود. تخم شربتی دارای موسیلاژ است و اگر در آب ریخته شود، دور آن لعابی به رنگ خاکستری شکل می‌گیرد.

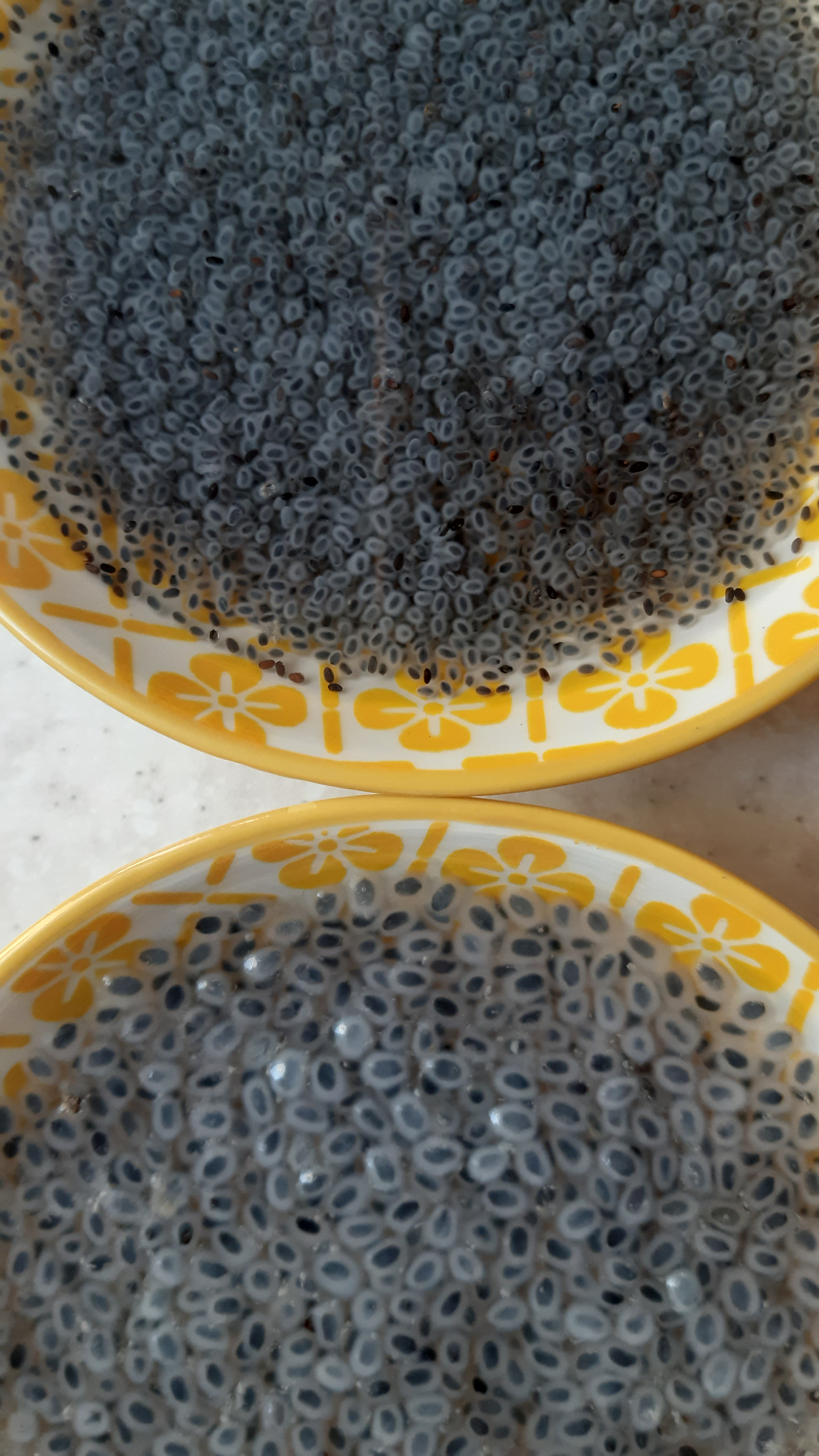
تخم شربتی (بالا) و تخم ریحان (پایین) پس از خیس خوردن

 راز معلق شدن تخم شربتی این است که تخم شربتی وقتی که خیس می خورد لعاب می اندازد و این لعاب باعث معلق شدن آن می شود.

## اشتباه با گیاهان دیگر
ریحان کوهی با بادروج، که به عربی حوک گفته می‌شود، یکی دانسته شده است. بادروج در طب سنتی و کتب فقهی بسیار ستوده شده و خواص بسیاری برای آن ذکر شده است. اما در اینکه این گیاه همان ریحان کوهی است شُبهاتی وجود دارد و گاهی نیز آن را برابر ریحان فرض کرده‌اند. امروزه عطاری‌ها هم تخم ریحان و هم تخم ریحان کوهی را به عنوان تخم شربتی عرضه می‌کنند زیرا تخم ریحان نیز با قرار گرفتن در آب لعابدار می‌شود و شباهت زیادی به تخم شربتی دارد فقط از آن بزرگتر است. اما در طب سنتی خواص متفاوتی برای این دو دانه ذکر می‌شود.
به تازگی دانه چیا نیز به بازار عرضه شده است که مانند تخم شربتی با خیس شدن لعابدار می‌شود. اما این دانه، برخلاف تخم ریحان، هم خانواده تخم شربتی نیست، ضمن اینکه در طب سنتی خواص تخم شربتی را ندارد.

## خواص در طب سنتی
در کتابهای طب سنتی ایرانی طبع ریحان کوهی گرم و خشک است و برای آن خواص بسیاری ذکر شده است. از جمله کتاب مخزن الادویه می‌گوید: «خواص آن شادی‌بخش و مقوی دل و شامه و فم المعده بوده مبهی [شهوت آور] مدر و کیفیت اعتدال بخشیدن و حل‌کنندگی آن در معالجه ورمها و از بین بردن ترکهای دست و پا و سینه و خفقان و غشی به کار می‌رود و برای تنگی نفس و ضعف کبدی سرد و گرفتگی مجاری سپرز و خرد کردن سنگهای مثانه بسیار مؤثر است.» کتاب طبّ الصمصام آن را دارای این خواص می‌داند: نرم‌کننده مجاری تنفسی و خنک‌کننده، تحلیل‌برنده ورم کلیه و ضد التهاب مجاری ادراری، برطرف‌کننده حبس البول و ضد اسهال، ضد نفخ شکم و آرام‌بخش، محرک و مسکن دردهای عمومی بدن، معرق و قطع کننده شکم‌روش، ملین و ضد اسپاسم عضلانی، مدر و برطرف‌کننده ترشحات زنانگی.
همین طور در کتاب الکافی از امام صادق نقل شده است: «حوک [ریحان کوهی] سبزی پیامبران است. بدانید که در آن هشت خاصیت است: اشتهاآور است،گرفتگی‌‌های عروق و مجاری را می‌گشاید، آروغ را خوشبو می‌سازد، دهان را بوی خوش می‌بخشد، غذا را دوست داشتنی می‌سازد، درد و بیماری را از بدن بیرون می‌کشد و امان انسان از جذام است. چون در درون انسان جای گیرد، همه بیماری‌ها را فرو می‌نشاند.»

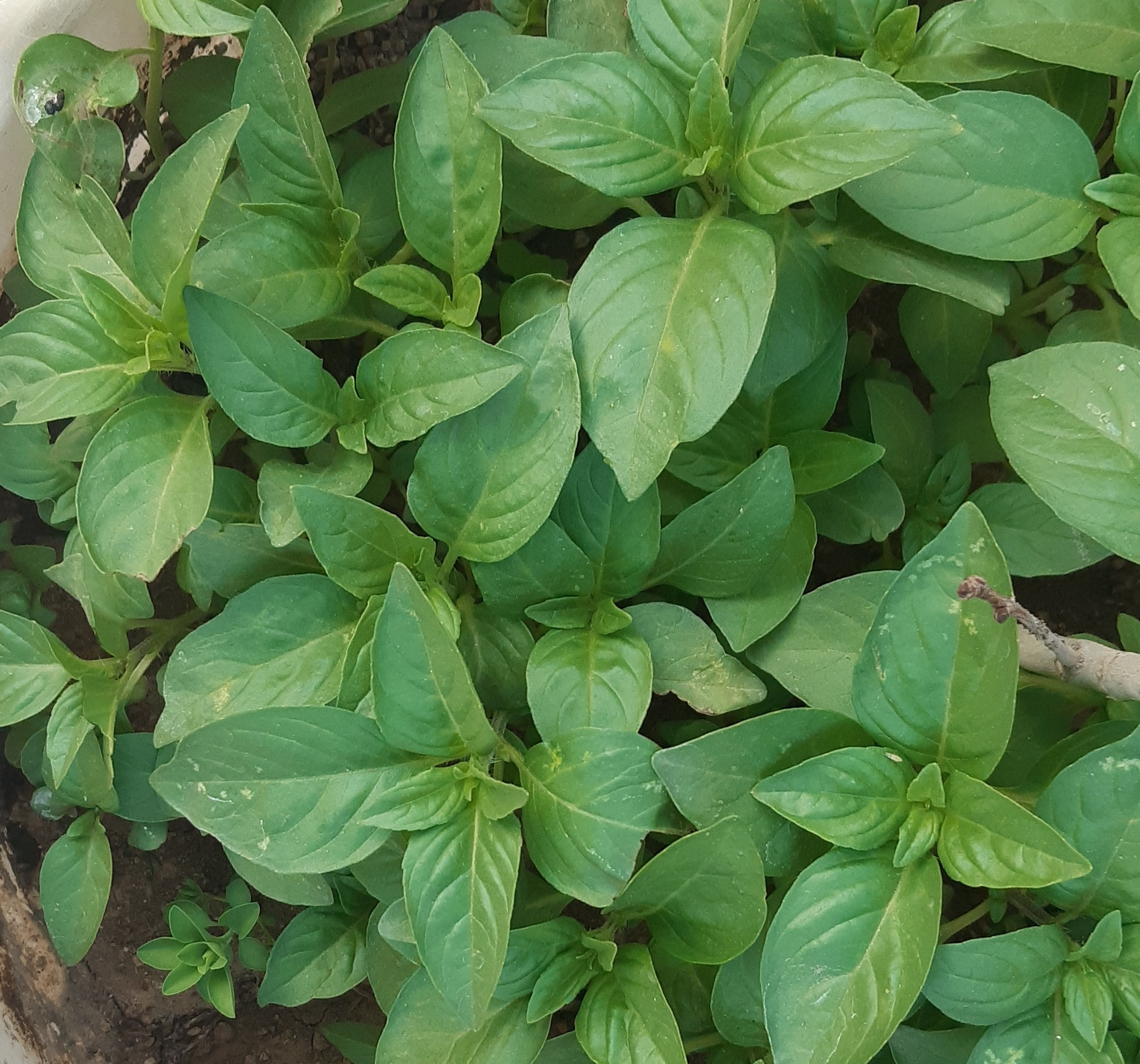
گیاهی که از تخم شربتی می‌روید بسیار شبیه ریحان است و همان بو را دارد ولی کمتر

همه خواص بالا برای گیاه ریحان کوهی ذکر شده است، اما طبع بذر ریحان کوهی، یعنی تخم شربتی، گرم و‌ تر است به همین دلیل گفته می‌شود مصرف آن برای افراد سوداوی مزاج (دارای طبع سرد و خشک) مفید است و زیاده‌روی در مصرف آن برای افراد دموی مزاج (دارای طبع گرم و تر) مضر است. تخم شربتی را ملین و خنک‌کننده بدن می‌دانند که به رفع التهابات مجاری ادرار کمک می‌کند. ابن سینا در کتاب قانون ضماد آن را مولد شیر دانسته است.
باور عامه بر این است که تخم شربتی در رفع عطش مؤثر و در تابستان خنک است و باعث لاغری می‌شود. همین خاصیت آخر به دانه چیا هم نسبت داده می‌شود اما پژوهشهای پزشکی در این زمینه وجود ندارد.  

## خواص دارویی تخم شربتی
- برطرف کننده جذب کلسیم در بدن و انتقال به استخوان ها
- کم کردن وزن بدن بدون گرسنگی کشیدن
- نگهداشتن فشار خون متعادل
- پیشگیری از دیابت
- ازدیاد شیر مادر
- برطرف کننده کامل سیاه سرفه